# El Bac (Oristà)
El Bac (Bach en les grafies antigues) és un mas a poc més d'un km al NO del nucli d'Oristà (Lluçanès). En un fogatge realitzat a Oristà el 6 d'octubre del 1553, apareix Miquel Bach. Els diversos elements gòtics tardans que es conserven ens confirmen que l'origen de la casa es remunta fins al segle xvi.
Gran casal orientat a migdia, en origen de planta quadrada. Posteriorment s'hi afegí una galeria al davant amb forma de L amb un cos que sobresurt de la planta i tres arcades per pis.
Edifici de planta baixa i dos pisos, cobert per una teulada a quatre vents. Totes les cantoneres són fetes amb pedra picada vista, igual que els dintells, els brancals i els ampits de les finestres i els portals. A la façana de ponent, hi ha una finestra d'arc conopial, d'un gòtic tardà d'arrel popular, amb una carota esculpida al seu timpà. Un altre element destacable d'aquesta façana, que en origen deuria ser la principal, és un matacà aguantat per dos permòdols.
Totes les façanes estan emblanquinades i a la galeria de tres arcs de mig punt es pot llegir la data de 1773.
Finestra renaixentista construïda en pedra treballada esculturada. Els laterals estan conformats per dues pedres al cantó dret i per tres a l'esquerra. A sobre hi ha la llinda, a la base de la qual hi ha un carot que sembla d'home, amb una còfia. Es conserva una porteta de mi i una espiera.
Matacà situat actualment a la façana lateral, on antigament devia ser el portal d'entrada. La part superior està quarterada. És l'únic matacà que es troba al terme d'Oristà i al Lluçanès.